# Auckland (rugby)
Auckland Rugby es un equipo profesional de rugby ubicado en la ciudad de Auckland, en Nueva Zelanda, y que representa a la Auckland Rugby Union en el National Provincial Championship, la competición nacional de regiones.
Auckland es el equipo que más veces ganó la competición y que más jugadores aportó a la selección de rugby de Nueva Zelanda (All Blacks) con 181.

## Historia

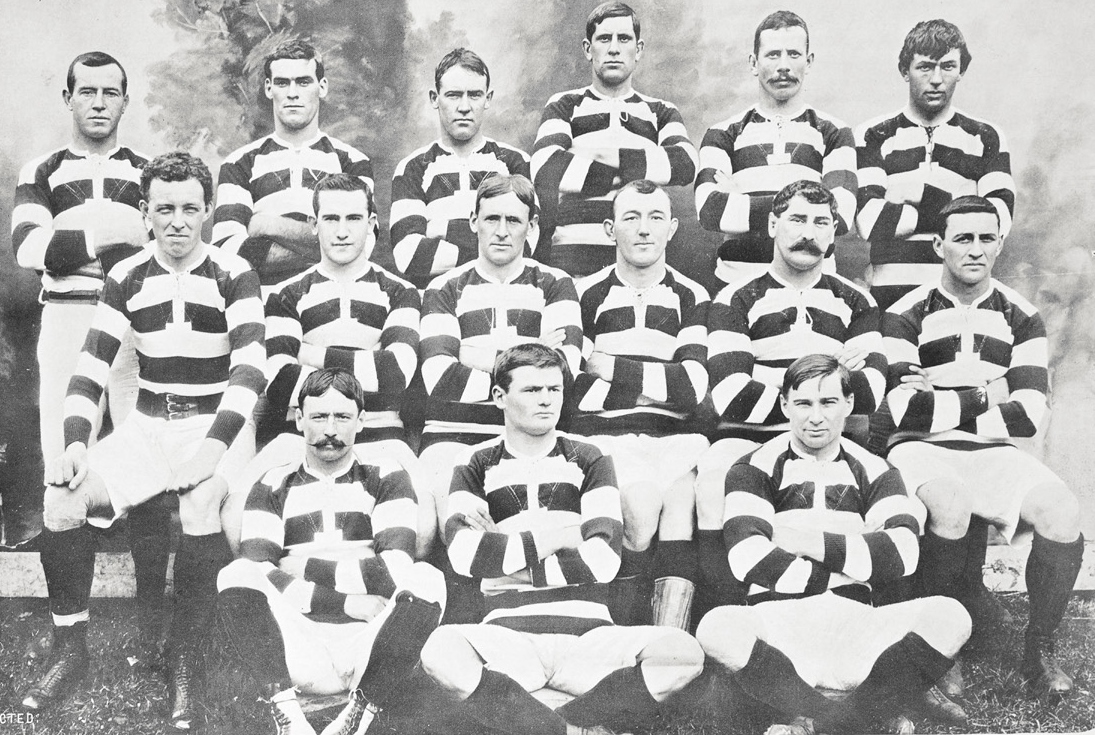
Equipo que derrotó a los British Lions, 1904.

Auckland ha sido la unión más exitosa en la historia del rugby de Nueva Zelanda, habiendo obtenido un récord de 16 títulos de la Mitre 10 Cup. También tiene el récord de más victorias en el Escudo Ranfurly (16), defensas exitosas (148) y la racha más larga de defensas exitosas (61).
Ha habido tres eras notables en la historia del equipo. La primera de ellas fue 1897–1902, cuando estuvieron invictos durante seis temporadas y el segundo fue el período 1960–63, conocido como la Era Dorada, cuando el equipo estuvo bajo el liderazgo del mítico Wilson Whineray.
La tercera y última era es la de 1982–2007 cuando Auckland ganó su primer campeonato, conseguiría 16 de los 26 títulos, hubo 61 defensas exitosas del Escudo Shield y triunfó tres veces de forma consecutiva en el torneo internacional South Pacific Championship; competencia originaria del Super Rugby.

### Estadio y profesionalismo
El equipo juega en el estadio Eden Park, el más grande del país, desde 1925. Con la profesionalización de la Mitre 10 Cup en 2006, Auckland ha perdido su nivel histórico debido a que los jugadores de su región son contratados rápidamente por sus rivales, perdiendo la exclusividad de las mejores promesas del país. Sin embargo el equipo ha conseguido un nivel de preparación en inferiores de excelencia, nunca visto en el mundo del rugby y solo comparado con el de los clubes de fútbol de élite.

### Academia Auckland
El equipo se caracteriza por su programa de inferiores, empezando por un grupo de ojeadores que se encarga de reclutar jugadores de 17 a 20 años provenientes de todos los clubes de Auckland e inscribirlas al programa. Las jóvenes promesas son arduamente entrenadas y su formación se complementa con un equipo de preparadores físicos, entrenadores de destrezas, nutricionistas y fisioterapeutas. El programa también contempla el Rugby 7 y el rugby femenino.

## Jugadores destacados
Jugaron en Auckland: Joe Warbrick, Dave Gallaher, Fred Allen, Wilson Whineray, Waka Nathan, Malcolm Dick, Bryan Williams, Andy Haden, Brad Johnstone, Gary Whetton, Alan Whetton, John Kirwan, Grant Fox, John Drake, Mark Brooke-Cowden, Greg Cooper, Sean Fitzpatrick, Joe Stanley, Terry Wright, Michael Jones, Zinzan Brooke, Bernie McCahill, Va'aiga Tuigamala, Craig Innes, Olo Brown, Mark Carter, Jason Hewett, Frank Bunce, Robin Brooke, Pat Lam, Craig Dowd, Shane Howarth, Carlos Spencer, Andrew Blowers, Dylan Mika, entre otros.

## Palmarés

### Torneos internacionales
- South Pacific Championship (4): 1987, 1988, 1989 y 1990.

### Torneos Nacionales

#### Primera División
- National Provincial Championship (15): 1982, 1984, 1985, 1987, 1988, 1989, 1990, 1993, 1994, 1995, 1996, 1999, 2002, 2003, 2005.
- Air New Zealand Cup (1): 2007.
- Premiership de la Mitre 10 Cup (1): 2018